# Lombardczycy na pierwszej krucjacie
Lombardczycy na pierwszej krucjacie (wł. I Lombardi alla prima crociata) – opera w czterech aktach Giuseppe Verdiego, wystawiona po raz pierwszy w La Scali 11 lutego 1843 roku. Kompozytor zadedykował ją Marie Louise, księżnej Parmy, która zmarła w kilka tygodni po premierze opery.